# Dawn (rapero)
Kim Hyo-jong (en hangul, 김효종; Hwasun, Provincia de Jeolla del Sur, 1 de junio de 1994), más conocido como Dawn (en hangul, 던), es un rapero, cantante y compositor surcoreano, conocido por haber sido miembro del grupo masculino surcoreano Pentagon. Dawn hizo su debut en solitario el 5 de noviembre de 2019, lanzando el sencillo "Money".

## Carrera
Antes de unirse a Cube Entertainment, solía ser un aprendiz de JYP Entertainment en 2012.
En 2014, apareció junto a Hui y Kino durante el tercer episodio del reality show Rain Effect, el cual estuvo basado en la vida del cantante Rain. En 2015, participó junto a Hyuna en la canción «Roll Deep», para M! Countdown y otros programas, en lugar de Ilhoon. Hizo lo mismo para el vídeo de la coreografía. En 2016, debutó como integrante de Pentagon. Participó como coletrista para la canción «Never» de Produce 101. En mayo de 2017, se unió como miembro del trío Triple H junto a Hui y Hyuna. En 2018, participó durante el "2018 F/W Seoul Fashion Week" junto a Wooseok, Shinwon y Yan An de Pentagon.
El 12 de septiembre de 2018, la agencia Cube Entertainment habría decidido expulsar a Dawn junto con su pareja Hyuna tras la controversia generada por su relación que ambos habían hecho pública días antes, además de intuir que ya no existía confianza mutua entre ellos y la empresa, sin embargo horas más tarde un representante de la agencia declaró que aún se mantenía en discusión la situación de ambos artistas con la misma, a la espera de tomar una decisión final tras conocer los puntos de vista de todos los involucrados.

El 27 de enero de 2019, se hizo público que Dawn junto a Hyuna habían firmado un contrato con P-Nation, siendo esta su nueva agencia.El 18 de octubre, se anunció que E'Dawn volvería a debutar como solista bajo el nombre de "Dawn", con el nuevo sencillo "Money" el 5 de noviembre.
El 29 de abril de 2020, formó parte del álbum "OLD X NEW (Original Television Soundtrack)" para el programa 본격연예 한밤 (Late Night E-News), con la canción 그건 너 (It's You). En septiembre, se anunció que Dawn regresará con su primer EP Dawndididawn, que se lanzó el 9 de octubre. La canción principal "Dawndididawn (던디리던)" contó con la participación del artista Jessi.
El 29 de enero de 2021, se lanzó su segundo sencillo en colaboración con Hyuna, "Party, Feel, Love". También ayudó a escribir su nuevo sencillo "I'm Not Cool". El 3 de marzo, formó parte de la nueva canción de Demian "LOVE%". El 9 de septiembre, Dawn y Hyuna colaboraron para lanzar su EP a dúo 1+1=1. 
El 7 de junio de 2022, se anunció que Dawn asistiría al Festival J-Rim Super Nova con Hyuna, que tendrá lugar del 2 al 3 de julio. El 8 de junio, Psy, director de su agencia P NATION, lanzó una imagen teaser anunciando el regreso de Dawn el 16 de junio con el sencillo digital "Stupid Cool". El 29 de agosto, P Nation anunció que Dawn dejaría la empresa tras decidir no renovar su contrato. 
El 30 de enero de 2023, Dawn había firmado un nuevo contrato con el sello de hip hop At Area. El 15 de septiembre, Dawn lanzará su EP Narcissus, con dos sencillos principales "Star" y "Heart".

## Vida personal
El 3 de agosto de 2018, se reveló que mantiene una relación con la cantante Hyuna desde mayo de 2016. Su compromiso fue anunciado el 3 de febrero de 2022. El 30 de noviembre de 2022 se anuncia la ruptura con la que hasta ese momento era su pareja.

## Discografía

### Colaboraciones
| Año  | Canción                  | Álbum            |
| ---- | ------------------------ | ---------------- |
| 2017 | «Purple» Hyuna ft. Dawn  | Following        |
| 2021 | Ping-Pong Hyuna ft. Dawn | I'm Not Cool     |
| 2021 | "Love%" Demian ft. Dawn  | A Blue not Blues |

### EP
| Título            | Detalles                                                                                     |
| ----------------- | -------------------------------------------------------------------------------------------- |
| Dawndididawn      | - Lanzamiento: 9 de octubre de 2020 - Etiquetas: P Nation - Formatos: Descarga digital       |
| 1+1=1 (con Hyuna) | - Lanzamiento: 9 de septiembre de 2021 - Disquera: P Nation - Formatos: CD, descarga digital |

### Sencillos
| Año  | Título                                 | Álbum              |
| ---- | -------------------------------------- | ------------------ |
| 2019 | "Money"                                | Sencillo sin álbum |
| 2020 | "Dawndididawn" (던디리던) (ft. Jessi ) | Dawndididawn       |

### OST
| Año  | Título               | Álbum     | Show                              |
| ---- | -------------------- | --------- | --------------------------------- |
| 2020 | "그건 너 (It's You)" | Old X New | 본격연예 한밤 (Late Night E-News) |

## Filmografía

### Programas de variedades y música
| Año        | Programa                     | Notas                                           |
| ---------- | ---------------------------- | ----------------------------------------------- |
| 2017, 2018 | Music Bank                   | junto a Triple H                                |
| 2018       | Idol Room                    | junto a Pentagon                                |
| 2017       | Triple H - Agencia Divertida | junto a Triple H                                |
| 2017 2015  | M! Countdown                 | (Ep. #523-524) - junto a Triple H junto a HyunA |
| 2017       | Lipstick Prince              | (Ep. #2.6) - junto a Hui                        |
| 2016       | Pentagon Maker               | -                                               |
| 2014       | Rain Effect                  | Ep. #3 - junto a Hui y Kino                     |

### Series de televisión
| Año  | Título | Personaje | Notas    |
| ---- | ------ | --------- | -------- |
| 2016 | Spark  | (cameo)   | webdrama |

### Apariciones en videos musicales
| Año  | Artista(s)                          | Canción     | Notas                                             |
| ---- | ----------------------------------- | ----------- | ------------------------------------------------- |
| 2017 | Jeon So-yeon                        | «Jelly»     | apareció en el video                              |
| 2016 | Hui, Yeo One, Yuto, Kino y Woo Seok | «Young»     | para Produce 101 S2                               |
| 2015 | Hyuna                               | «Roll Deep» | Apareció en el vídeo de coreografía               |
| 2014 | G.NA                                | «Secret»    | Apareció en el vídeo, junto a Hui, Yeo One y Kino |